# Cynthia Falabella
Cynthia Falabella (Belo Horizonte, 1972. január 19. –) brazil színész és televíziós színész.

## Filmográfia

### Televízió
| Év   | Cím              | Szerep               | Megjegyzés             |
| ---- | ---------------- | -------------------- | ---------------------- |
| 2001 | A klón           | Mel Ferraz / Monique | Cameo                  |
| 2005 | América          | Cidinha              |                        |
| 2008 | Tempo Final      | Andrea               | Episode: "Poseida"     |
| 2010 | A Vida Alheia    | Myrna                | Episode: "O Sequestro" |
| 2011 | Corações Feridos | Aline Almeida Varela |                        |
| 2011 | Aquele Beijo     | Estela               |                        |
| 2012 | (fdp)            | Manuela              |                        |

### Film
| Év   | Cím                                 | Szerep     | Megjegyzés |
| ---- | ----------------------------------- | ---------- | ---------- |
| 1998 | A Hora Vagabunda                    |            | rövidfilm  |
| 2004 | Aqueles Dias                        |            |            |
| 2005 | Manual Para Atropelar Cachorro      |            | rövidfilm  |
| 2005 | O Quintal dos Guerrilheiros         | Magali     | rövidfilm  |
| 2006 | Os 12 Trabalhos                     | Gêmeas     |            |
| 2006 | Batismo de Sangue                   | Jana       |            |
| 2007 | 5 Frações de Uma Quase História     | Lúcia      |            |
| 2008 | Quarto 38                           | Mari       | rövidfilm  |
| 2010 | Chico Xavier                        | Professora |            |
| 2011 | Essa Maldita Vontade de Ser Pássaro | Clara      |            |
| 2012 | De Outros Carnavais                 | Narráció   | rövidfilm  |

### Színház
| Év   | Cím                  |
| ---- | -------------------- |
| 2006 | O Tempo e Os Conways |
| 2006 | Jeca Voador          |
| 2007 | Toalete              |
| 2008 | A Serpente           |
| 2010 | TOC TOC              |
| 2014 | Bull                 |